# Undantag och inskränkningar i upphovsrätten
Upphovsrätten innehåller flera undantag och inskränkningar som under vissa förutsättningar tillåter användning, utan tillstånd, av någon annans material. Syftet med undantagen och inskränkningarna är att balansera upphovspersonens intresse av att skydda sitt eller sina verk, mot andra viktiga allmänna intressen, såsom exempelvis grundläggande mänskliga rättigheter som yttrandefrihet, informationsfrihet och integritet. Några ytterligare skäl som omfattar undantag och inskränkningar i upphovsrätten är verksamhet inom undervisning, forskning, kulturarv, bibliotek, eller för personer med funktionsnedsättningar.
Upphovsrätten är det område inom immaterialrätten som innehar flest undantag och inskränkningar.

## Europeisk rätt
Inom EU påverkas undantagen och inskränkningarna i upphovsrätten av både primärrätten, det vill säga Europeiska unionens fördrag, och sekundärrätten, det vill säga den Europeiska unionsrätten. I primärrätten ger exempelvis Europeiska unionens stadga om de grundläggande rättigheterna skydd för immateriell egendom (i artikel 17.2), samtidigt som artikel 11 ger skydd för yttrandefrihet och informationsfrihet. Artikel 52.1 i stadgan anger också att alla begränsningar som anges ska föreskrivas i lag, och att begränsningar bara får göras om de är nödvändiga och behövs för att motsvara allmänna samhällsintressen eller skydd för andra människors fri- och rättigheter.

### Sekundärrätten
Bestämmelser om undantag och inskränkningar i upphovsrätten och närstående rättigheter finns i databasdirektivet, infosoc-direktivet, direktivet om herrelösa verk, funktionshinderdirektivet, upphovsrättsdirektivet, uthyrnings- och utlåningsdirektivet och datorprogramsdirektivet. 
Centralt för undantagen och inskränkningarna är infosoc-direktivet, vars syfte var att harmonisera upphovsrätten inom EU för att främja informationssamhällets utveckling. I direktivets femte artikel finns en förteckning över de undantag och inskränkningar som får göras i nationell rätt. Enbart den första punkten är tvingande. Enligt artikelns femte punkt måste tillämpningarna följa den så kallade trestegsregeln, vilket innebär att de endast får tillämpas i vissa särskilda fall som inte strider mot det normala utnyttjandet av verket och inte heller oskäligt inkräktar på rättsinnehavarnas legitima intressen.
Genom det så kallade funktionshindersdirektivet, varigenom EU uppfyllde sina skyldigheter enligt Marrakechfördraget, infördes undantag och inskränkningar för att göra det lättare för personer med synnedsättningar, blindhet eller olika former av läsnedsättningar att få tillgång till upphovsrättsskyddat material. Även dessa undantag ska följa trestegsregeln. Direktivet om herrelösa verk, emellanåt kallat orphan works-direktivet, innehåller en artikel 6, som är en obligatorisk inskränkning i upphovsrätten för att öppna upp för kulturarvsinstitutioner och andra organisationer i allmänhetens tjänst att, under visa förutsättningar, få digitalisera anonyma verk och göra dem tillgängliga för allmänheten. Även denna inskränkning ska följa trestegsregeln.
I upphovsrättsdirektivet införs, eller ändras flera befintliga, undantag och inskränkningar, för att främja undervisning, kulturarvets bevarande, vetenskaplig forskning (exempelvis text- och datautvinning (TDM)) och innovation. Artiklarna 3 och 4 i direktivet inför inskränkningar för TDM, artikel 5 för undervisning och artikel 6 för att kulturarvsinstitutioner ska kunna framställa kopior i bevarandesyfte. Artikel 8 berör också utgångna verk. I artikel 17.7 införs en obligatorisk inskränkning för karikatyr, parodi, pastisch samt citat, kritik och recensioner, för användare som tillgängliggör innehåll på delningstjänster.

## Svensk rätt
I den svenska upphovsrätten finns de flesta av undantagen och inskränkningarna i Upphovsrättslagens andra kapitel. Bland annat finns där pressens lånerätt, citaträtten och återgivningsrätten, panoramafriheten, visningsrätten och spridningsrätten, samt undantag för undervisning, kulturarv och text- och datautvinning. 
Undantagen och inskränkningarna har reviderats genom genomförandet av flera av de europeiska direktiven. 